# Summer Rappaport
Pour les articles homonymes, voir Cook.
Summer Rappaport née Cook le 24 juillet 1991 à Denver dans le Colorado, est une triathlète professionnelle américaine. 

## Palmarès
Le tableau présente les résultats les plus significatifs (podium) obtenus sur le circuit international de triathlon depuis 2015,.
| Année | Compétition                                            | Pays           | Position          | Temps           |
| ----- | ------------------------------------------------------ | -------------- | ----------------- | --------------- |
| 2021  | Grand Prix de triathlon - Étape de Saint-Jean-de-Monts | France         | Médaille d'or     | Timing          |
| 2021  | WTS Yokohama                                           | Japon          | Médaille d'argent | 1 h 54 min 57 s |
| 2019  | Grand Prix de triathlon - Étape de Quiberon            | France         | Médaille d'or     | Timing          |
| 2019  | WTS Edmonton                                           | Canada         | Médaille d'argent | 1 h 1 min 25 s  |
| 2019  | WTS Yokohama                                           | Japon          | Médaille d'argent | 1 h 52 min 33 s |
| 2019  | WTS Le Cap                                             | Afrique du Sud | Médaille d'argent | 57 min 31 s     |
| 2019  | Coupe du monde - l'étape sprint de Huatulco            | Mexique        | Médaille d'or     | 1 h 0 min 56 s  |
| 2018  | Coupe du monde – l'étape de Miyasazi                   | Japon          | Médaille d'or     | 2 h 1 min 1 s   |
| 2018  | Coupe du monde – l'étape d'Anvers                      | Belgique       | Médaille d'or     | 1 h 2 min 52 s  |
| 2017  | Coupe du monde – l'étape de Miyasazi                   | Japon          | Médaille d'or     | 1 h 54 min 12 s |
| 2017  | Coupe du monde - l'étape sprint de Tongyeong           | Corée du Sud   | Médaille d'or     | 0 h 57 min 44 s |
| 2017  | Coupe du monde - l'étape sprint de Yucatán             | Mexique        | Médaille d'or     | 1 h 0 min 17 s  |
| 2017  | Coupe d'Europe - l'étape sprint d'Altafulla            | Espagne        | Médaille d'or     | 1 h 3 min 50 s  |
| 2016  | WTS Edmonton                                           | Canada         | Médaille d'or     | 0 h 56 min 49 s |
| 2016  | Coupe du monde - l'étape de Miyazaki                   | Japon          | Médaille d'argent | 2 h 1 min 24 s  |
| 2016  | Coupe du monde - l'étape sprint de Salinas             | Colombie       | Médaille d'argent | 0 h 59 min 23 s |
| 2016  | Coupe du monde - l'étape de Chengdu                    | Chine          | Médaille d'or     | 2 h 0 min 6 s   |
| 2016  | Coupe du monde - l'étape sprint de Tongyeong           | Corée du Sud   | Médaille d'or     | 0 h 59 min 43 s |
| 2015  | Coupe du monde - l'étape d'Alanya                      | Turquie        | Médaille d'argent | 1 h 59 min 52 s |
| 2015  | Coupe d'Europe - l'étape sprint de Catania             | Italie         | Médaille d'or     | 1 h 6 min 21 s  |
| 2015  | Coupe panaméricaine - l'étape de Sarasota              | États-Unis     | Médaille d'or     | 1 h 2 min 5 s   |